# Sân bay quốc tế Gregorio Luperón

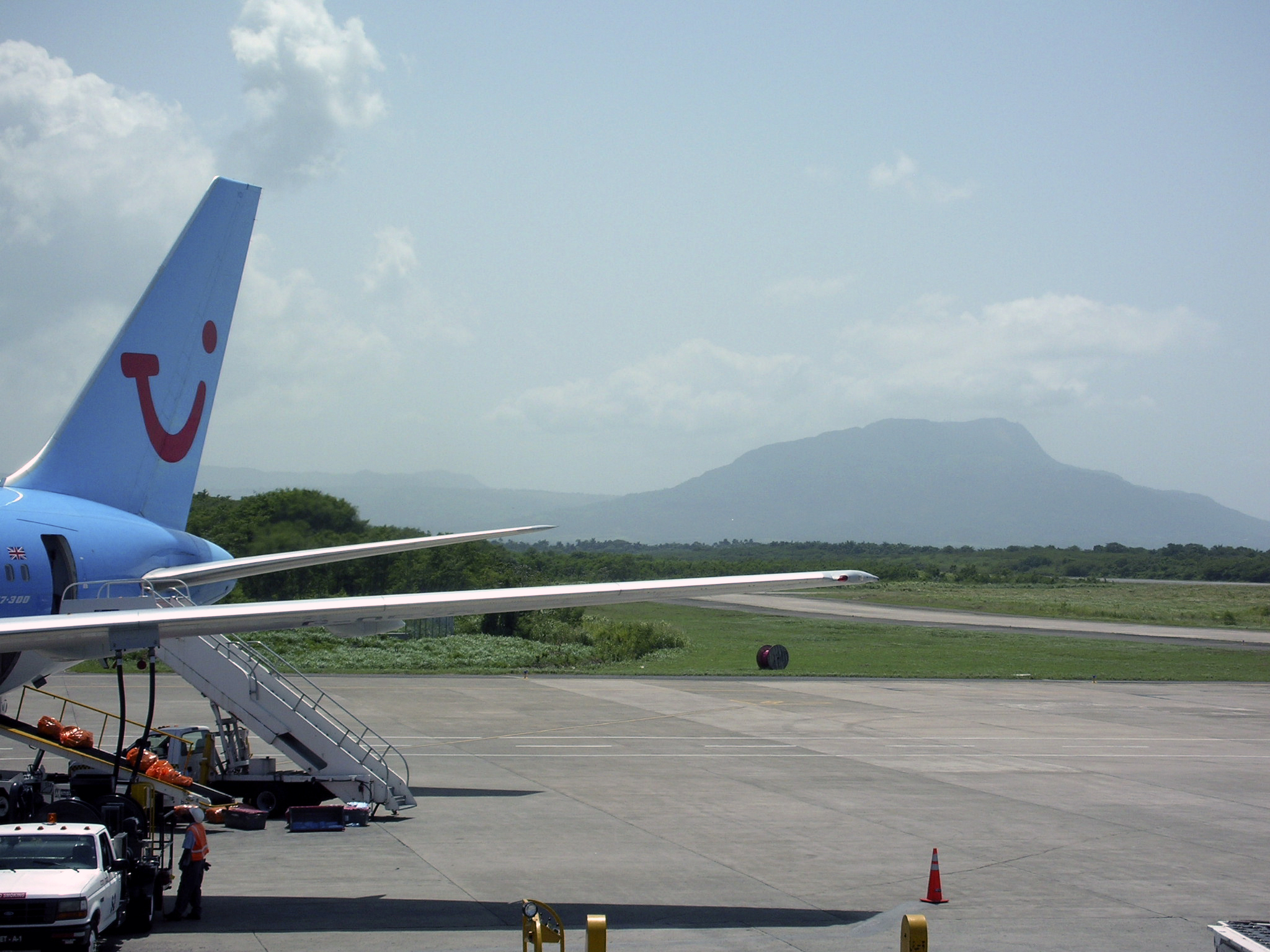
Pico Isabel de Torres với một chiếc ThomsonFly.com 767-300

Sân bay quốc tế Gregorio Luperón (tiếng Tây Ban Nha: Aeropuerto Internacional Gregorio Luperón) (IATA: POP, ICAO: MDPP), cũng gọi là Sân bay Puerto Plata, là một sân bay ở Puerto Plata, Cộng hòa Dominicana. Đây là sân bay lớn thứ 2 quốc gia này, sau Sân bay quốc tế Las Américas ở Santo Domingo. Sân bay được đặt tên theo tướng Gregorio Luperón, một lãnh đạo quân sự và nguyên thủ quốc gia Dominicana.
Sân bay này nằm ở khu vực có nhiều bãi biển, phục vụ nhiều chuyến bay thuê bao chở khách.
Nhà ga chính có 10 cửa, 5 cửa có cầu dẫn khách nối với máy bay nằm ở hành lang vệ tinh. Sân bay này có thể đồng thời phục vụ 3 chiếc máy bay Boeing 747-400.

## Sự cố
Ngày 6 tháng 2 năm 1996, chuyến bay 301 của hãng Birgenair đi Frankfurt, Đức nhưng đã rơi ngay khi vừa cất cánh từ sân bay Puerto Plata và đã rơi xuống Đại Tây Dương, cách bờ 26 km. Tất cả 176 hành khách và 13 phi hành đoàn (trong đó có 164 người Đức) đã thiệt mạng. Sau đó người ta đã điều tra nguyên nhân và cho thấy đồng hồ báo tốc độ vận hành sai làm cho phi công lẫn lộn tốc độ máy bay.

## Các hãng hàng không và các tuyến bay
- Aeronaves Dominicanas (Santiago, Samaná)
- Aeropostal (Caracas, Curacao)
- Air Canada (Halifax [theo mùa], Montréal, Toronto-Pearson)
- Air Century (Varadero)
- Air Dominicana cuối năm 2008
- Air Europa (Madrid) [bắt đầu vào mùa Hè 2008]
- Air Finland (Stockholm-Arlanda)
- Air Transat (Calgary [seasonal], Edmonton [theo mùa], Halifax [theo mùa], Montréal, Thành phố Québec, St. John's, Toronto-Pearson [theo mùa], Vancouver, Winnipeg, Punta Cana)
  - Air Transat operated by Westjet (Fredericton [theo mùa])
- Air Turks and Caicos (Grand Turk, Providenciales)
- American Airlines (Miami)
  - American Eagle do Executive Air đảm trách (San Juan)
- Arkefly (Amsterdam, Punta Cana)
- CanJet (Halifax, Thành phố Québec)
- Caribair (Holguin, Varadero, Santiago de Cuba)
- Condor Airlines (Frankfurt, Munich)
- Corsairfly (Paris-Orly)
- Delta Air Lines (Atlanta)
- Edelweiss Air (Zurich)
- EuroAtlantic Airways (Lisbon)
- Finnair (Halifax, Helsinski)
- Jetairfly (Brussels)
- JetBlue Airways (New York-JFK)
- Martinair Holland (Amsterdam, Brussels, Punta Cana, Varadero)
- Novair (Helsinki, Oslo, Stockholm-Arlanda)
- Royal Air Maroc (Tanger)
- Servicios Aereos Profesionales (Beef Island, Bridgetown, Santo Domingo [charter service], Holguin, St. Croix [thuê bao], La Habana, Nassau)
- SkyKing Turks and Caicos Airways (Grand Turk, Providenciales)
- Skyservice (Aguadilla [charter], Calgary, Edmonton, Halifax, Kitchener, Moncton, Montréal, Ottawa, Regina [theo mùa], St. John's, Saskatoon [theo mùa], Toronto-Pearson, Vancouver, Winnipeg, Washington-Dulles)
- Sunwing Airlines (London (ON), Moncton, Montréal, Ottawa, Thành phố Quebec, San Juan (PR) [charter], Sudbury, Toronto-Pearson, St. Johns)
- Thomas Cook Airlines (Belfast-International, Glasgow-International, London-Gatwick, Manchester (UK))
- Thomsonfly (Birmingham, London-Gatwick, Manchester (UK))
- Vacation Express (Orlando-Sanford)
- WestJet (Toronto-Pearson)
- Zoom (Montreal [Seasonal], Ottawa, Québec)
- Iliamna Air Taxi (Iliamna (AK))

### Các tuyến nội địa
- Aeronaves Dominicanas (Santiago, Samaná)
- Air Century (Constanza, Santo Domingo)
- Caribair (Santo Domingo)

## Các hãng vận tải hàng hóa

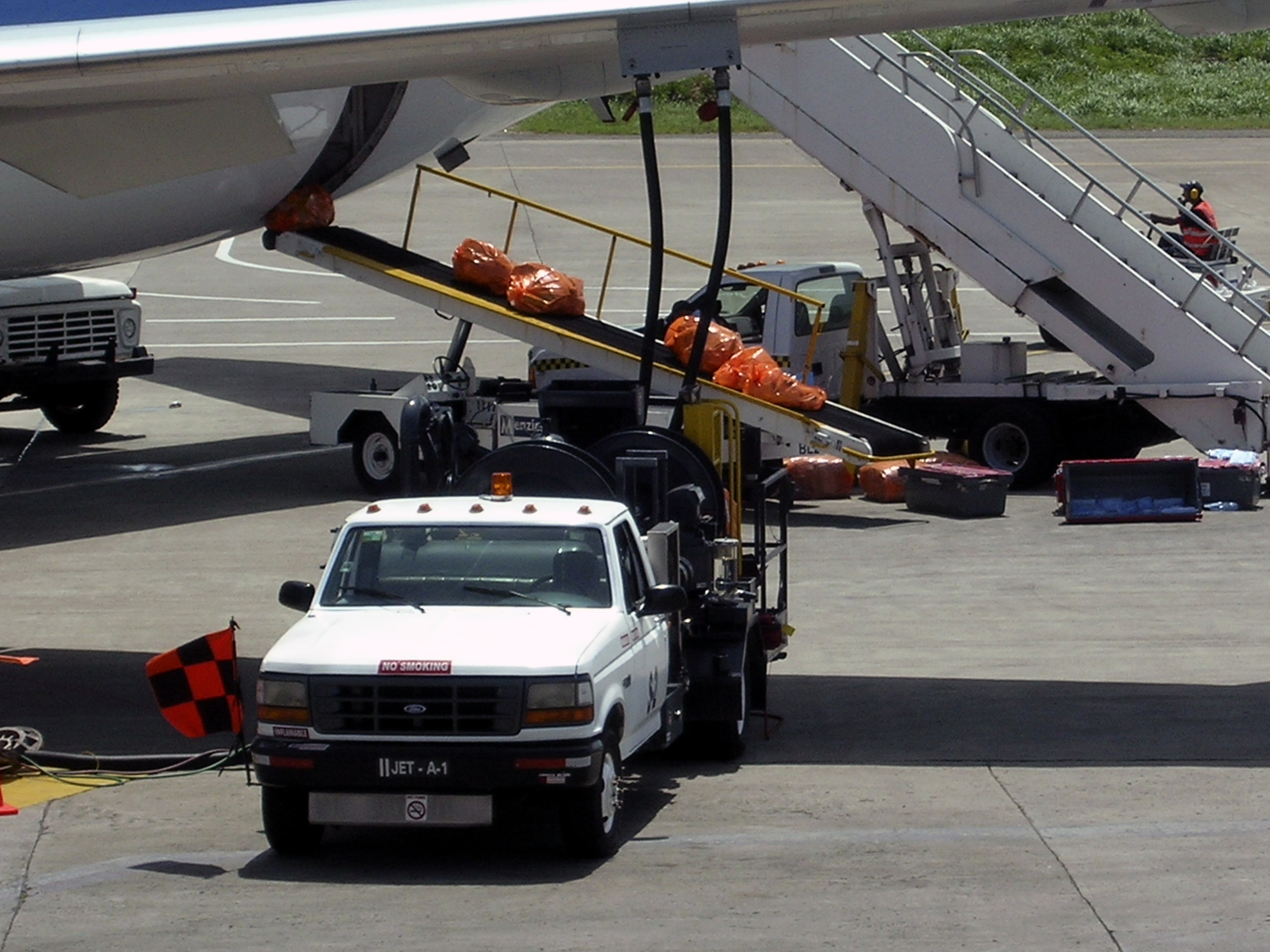
Nhân viên mặt đất của Puerto Plata đang chăm sóc một chuyến bay.

- Amerijet (Miami, Santiago (DR), Saint Vincent, Kingston) [theo mùa]
- IBC Airways (Miami)
- DHL
- Volga-Dnepr